# Apple Desktop Bus

MiniDIN-4 kontakt

Apple Desktop Bus (ADB) är en seriell långsam kommunikation (125 kbit/s) mellan dator och tangentbord, mus, hårdvarulås ("dongle") som Apple uppfann. Den försvann 1998 i och med lanseringen av iMac och ersattes av Universal Serial Bus (USB) i samband med detta.